# マルドゥック・ヴェロシティ
『マルドゥック・ヴェロシティ』は、ハヤカワ文庫JAから刊行されている冲方丁のSF小説。イラストは寺田克也。

## 概要
第24回日本SF大賞を受賞した『マルドゥック・スクランブル』の続編にして前日談。同作における主人公の宿敵ディムズデイル・ボイルドが大いなる虚無へと至る軌跡を描く。
講談社の漫画誌『ネメシス』30号に、喜多正直によるスピンオフ漫画「カトルカール探偵事務所」が掲載された。

## ストーリー
「おお、炸裂よ（エクスプロード）! 塵と灰に! 炸裂よ! 炸裂よ! 塵と灰に!」
覚醒剤中毒による友軍への爆撃という罪を犯した優秀な軍人、ディムズデイル・ボイルド。マスコミからの隠蔽のため軍研究所に収容された彼は、そこで開発されたばかりの万能ネズミ型兵器ウフコックと出会う。失われたキャリアを取り戻すべく、麻薬中毒を克服し、重力を自在に操る力を得るとともに自己を回復してゆくボイルド。だが戦争は終結し、技術を危険視された軍研究所とその成果は廃棄が決定。全てを葬り去るべく、実行部隊が研究所に迫る。

## 登場人物

### チームO9
ディムズデイル・ボイルド
“徘徊者（ワンダー）/錆びた銃（ラスティ・ポンプ）”/擬似重力（フロート）=意図的な重力発生。
かつては空軍のヘリのパイロットとして戦争に参加していたが、薬物中毒の影響から誤って自軍を空爆。
退職後、“楽園”にて治療を受け、ウフコックとパートナーになる。
ウフコック・ペンティーノ
万能道具存在（ユニバーサル・アイテム）/ターンオーバー（反転変身）=記憶した物質にひっくり返って変化。「ウフコック-煮え切らない卵」
ネズミを元に、人工衛星四基分の予算をかけて奇跡的に成功した万能兵器。
ラナ・ヴィンセント
短く刈った金髪で、シャープな顔立ちの陸軍女性兵士。元バイク兵。
ジョーイと同じ軍隊に所属していたが、超電導式機関銃をオーバーヒートするまで乱射し、銃の爆発により両腕を失う。
施設での治療によって新たな両腕を獲得。生体電流を駆使することで、電撃を発し、物体を弾丸のように操ることができる。
歩兵ボクシングクラブ所属で、ジョーイと六ラウンド戦い、カウンターでKOしている。
ジョーイ・クラム
“拳骨魔（フィスト・ファッカー）”/鋼鉄の拳。
短いブロンドをした童顔。肩に髑髏の刺青をしている。特殊検診に志願した最年少の一人。
元歩兵友好会ライトミドル級ボクシングチャンピオン。化学兵器を撃ち込まれて部隊ごと全滅しかけたところをハザウェイに助けられて以来、生涯の盟友になった。
度重なる手術により、鋼の筋繊維と万力並みの筋力を獲得。
ハザウェイ・レコード
“再来者（レヴナント）”/即時再生による半不死。
赤毛のダックテール。特殊検診に志願した最年少の一人。
持久力に自信があり、歩兵マラソンクラブのトップスリーに入る。
元衛生兵であり、化学兵器を撃ち込まれ全滅しかけた部隊を自らも毒に冒されながら救助、勲章を授与され、研究所行きになった。
この部隊の一人だったジョーイに「大したことじゃない」と言い、それ以来ジョーイとは生涯の盟友になった。
全身に癌化した胎児の胚を移植しており、致命的なダメージを受けても数分で回復するが、これは同時に大量のカロリーを消費するため、老化が促進される。
レイニー・サンドマン
“砂男（サンドマン）”/無数の粒子状に変化する皮膚・筋肉組織=身体的特徴の完全変化。
元斥候兵であり、戦闘中味方を助けるために敵部隊へ火炎弾を持って突撃、敵ごと火だるまになった。
火傷で壊死した皮膚に代わり、粒子状に変化しあらゆる変装を可能にする人工皮膚(能力)を獲得。
ワイズ・キナード
“悪党（ワイズマン）”/集極音波。
元通信兵。塹壕の中で轟音弾により、聴覚を完全に破壊される。口を開けばスラングと悪口雑言が飛び出るチンピラ。
しかしながらそれは擬態で、チーム随一の切れ者(ワイズマン)の本性を持つ。
人工の鼓膜と声帯を獲得。ありとあらゆる音を聞き分け、さらにどんな音や声も自由自在に発声、特定の人間にだけ聞かせることができる究極の通信兵に。
クルツ・エーヴィス
“盲目の覗き魔（ブラインド・ピーピング・トム）”/口腔等からの空中への線虫（ワーム）散布による視界確保及び針金虫（ワイヤーワーム）による戦闘力。
元狙撃兵。盲人用の帽子を頭頂部から鼻の頭まで覆っている。両目を真横から撃ち抜かれ盲目となったが、線虫の能力により多次元的な視界を獲得した。
またワームを連結させることで、鋭利なワイヤーカッターのように扱うこともできる。
オセロット
不可視の猟犬/ステルス。
ウフコックと同じく施設にて「人格」を得た動物(犬)。喉に移植された器械によって、電子音声で会話できる。全身を特殊な金属繊維で覆っており、完全に姿を消すことが可能。
普段はクルツとコンビを組むことが多い。
ウィリアム・ウィスパー
電子世界における優秀な情報収集能力。“ハイテク世界のシャーマン”。
元ヘリコプターのパイロットであったが事故で脳を損傷。
施設の手術により、脳に埋め込まれたハードと頭皮を覆う金属繊維で直接コンピューターを操作する能力を獲得。
ドクター・イースター
助手/雑用。
クリストファー・ロビンプラント・オクトーバー
“渦巻き（ホイール）”/茶番好きの道化。
オードリー・ミッドホワイト
ラナのパートナー/嘘発見器。
元偵察ヘリの女性パイロット。作中では施設にて死亡している。
傭兵たちの略奪現場を調査中、何者かに三か月間拷問され、手足を失う。
相手の精神状態を読み取る義手と義足を獲得。尋問の天才。ヘビースモーカー。

### 施設関係者
サラノイ・ウェンディ
“猿の女王（クイーン・オブ・エイプ）”/上昇志向。
エッジス&ブレイディ
シザース。
スクリュウ
猿/シザースの精神のゆらぎを司る。
チャールズ・ルートヴィヒ
“厚顔無恥（フェイスマン）”/研究至上主義。
トゥイードルディー&トゥイードルディム
少年とイルカ。

### ネイルズ・ファミリー
ロック・ネイルズ
ファミリーのボス。異常性癖をもつ。
ニコラス・ネイルズ
ロック・ネイルズの息子。ゲイ。愛用の拳銃には“MOW（=My Only Way）”“WOM（=Way Only Me）”
ナタリア・ネイルズ
ニコラス・ネイルズの妹。毒婦（ヴァンプ）。
リズ・ブラウネル
ロックの妹。

### カトル・カール
拷問集団。拷問・暗殺・誘拐・脅迫を四分の一（カトル・カール）ずつこなすフリーの傭兵。
フリント・アロー
リーダー格。液体の流れる軍刀を得物とするピエロで、重力の盾さえも切り裂く。
ブランドマン・スピットファイアー
モロトフゼリーと金属の脚による焼きごてを好む放火魔。
スパンカー・モノライダー
下半身が一輪バイクになっており、股間にはユニコーンの彫像がある。両手に鉄鞭を持つ。
リッキー・ヒッキー
バレリーナのような衣装を身にまとった少女だが、声はしゃがれた中年男のもの。両足にあたる部分は車輪になっており、鼻から下は鋼鉄製の顎になっている。
ホッパー・スクラッチャー
鉤状の両手と、起動力の高い義足でそこらじゅうを跳ね回る。
ベイビーヘッド・ハングマン
巨大な両掌・両腕と、その間に埋まる小さな赤ん坊のような顔が特徴。胸から下がなく、内臓は両腕と肩に仕込んでおり、左掌に肛門が開口している。
ローチー・ニードルマン
背中の大きな盾と6本の機械化義肢を有しており、壁を這いずりまわることを得意とする。機械化義肢の先端には注射針が着いており、薬物の扱いに長ける。
ホーニー・ソープレイ
唯一の女性メンバーで、四足歩行による高速移動を得意とする。頭部におけるトナカイのような角は先端が男根状になっており、高熱を発する。
ダッキー・シューター
レインコートを羽織っており、前を開き露出狂のように股間に装着された複数のショットガンで攻撃する。なぜか銃口にはコンドームが装着されている。
シェイキー・スプラッシャー
婦人用の喪服を着た男。ベビーカー型電撃ワイヤー射出機を操縦する。
ラバーマン・ポイズンスター
赤いラバースーツを身にまとっており、柔軟な身体を持つ。神経ガスの入ったボールを操るため、ガスマスクを装着している。
プッティ・スケアクロウ
四肢を欠いており、金属の台と大量のLANケーブルに固定されている。幼児並の知能と精神しかないが、電子戦を専門とする。
エルマー・プリッツ
カトル・カールの所業を撮影してきたカメラマン。